# Трг Ослобођења – Алија Изетбеговић
Трг ослобођења - Алије Изетбеговића је трг у центру Сарајева, главног града Босне и Херцеговине. Трг је настао изградњом Официрског казина 1880. године и одмах је назван немачким именом Ofizierkasino-Platz. На бошњачком језику звао се Офирски трг или Трг испред Официрског дома.

## Период Краљевине Југославије
После Првог светског рата, мали трг је добио ново име. Трг Клемансов је добио име по француском државнику, политичару и лекару Жоржу Клеменсоу . Иако је трг првобитно био планиран за доминантну позицију на Хридском брду, трг испред Дома војске је коначно изабран за споменик и 1934. године преименован је у Трг Петра Првог Ослободиоца . Главни део данашњег трга између Улице Ферхадије и Улице зелених беретки носио је ово име у периоду од 1934. до 1941. године. За време Краљевине Југославије планирано је да се подигне споменик краљу Петру Првом Карађорђевићу . На овом простору срушена је градска станица и царинарница. Прву награду на конкурсу за споменик Петру Првом добио је загребачки кипар Фран Кршнић. Сви дијелови за коњичку фигуру допремљени су у Сарајево, почела је изградња постамента, али је рат спријечио њен завршетак.

## Период између два светска рата
У периоду НДХ већи дио трга је добио име по босанском краљу Стјепану Томашевићу, док је други мањи дио добио име по херцегу Стјепану Вукчићу Косачи, босанском великашу из периода средњовековне Босне. Недуго након почетка Другог светског рата, на тргу је постављен немачки споменик са ознаком V (победа). Срушена је и спаљена 1945. године.

## Од 1945. године
У социјалистичком периоду трг је почео да добија данашњи облик, а засађен је нови. Бивши Православни богословски факултет је обновљен и сада је зграда Економског факултета, док је издавачка кућа Свјетлост (1973) смештена у новој згради на западној страни трга. До 8. јуна 1948. године званичан назив трга био је Трг слободе, по чему је преименован у Трг ослобођења. У центру трга 1977. године подигнут је социјалистички споменик. Осамдесетих година 20. века реализована је идеја о подизању спомен-бисти босанских књижевника: Веселина Маслеше, Иве Андрића, Родољуба Чолаковића, Бранка Ћопића, Мака Диздара, Скендера Куленовића, Меше Селимовића и Исака Самоковлије. Током опсаде Сарајева, бисте су скинуте са трга како би се спријечило њихово уништење, а на трг су враћене 2001. године 

## После рата
Рат и опсада града 1992-1995. донео нови однос према партизанским споменицима и социјалистичком наслеђу. Спомен-бисте са Трга ослобођења уклоњене су и остављене у депоу Народног позоришта у Сарајеву. Након опсаде покренуте су иницијативе да се спомен-бисте врате на своја места. 2001. године сви су враћени, осим бисте Веселина Маслеше . Издавачка кућа Свјетлост успротивила се његовом повратку, с обзиром да се ова биста налази на њиховој земљи, те су изразили жељу да једном од својих бивших директора поставе бисту. Од 1997. године централни део Трга ослобођења заузима скулптура Мултикултурални човек . То је дело италијанског уметника Франческа Перилија, који је поклонио споменик граду. На постаменту споменика је мушка фигура подигнутих руку. Витка фигура подиже две руке високо изнад главе, спајајући две линије које заправо представљају меридијане земаљске кугле. Споменик симболизује отпор Сарајева агресији, а порука споменика гласи: Мултикултурални човјек ће градити свијет . Од октобра 2005. године носи назив Трг ослобођења „ Алије Изетбеговића“. Подигнут је споменик Првој бригади полиције. На овом споменику употребљен је симбол љиљана, у чијем центру је полицијска значка, такође са љиљанима.

## Галерија

### Трг у прошлости
- Ферхадија, Градска станица
- Ферхадија, Градска станица
- Српска основна школа, 1900.
- Споменик Краљу Петру Првом Карађорђевићу, 1930.
- Споменик немачкој нацистичкој војсци, постављен испред Саборне цркве, 1941-1945
- Трг ослобођења и зграда ЈАТ-а на Ферхадији

### Трг данас
- Економски факултет у Сарајеву

### Бисте писаца
- Веселин Маслеша
- Родољуб Чолаковић
- Иво Андрић
- Мак Диздар
- Меша Селимовић
- Бранко Ћопић